# Wuonnemjok
Wuonnemjok (russisch Вуоннемйок, früher auch Вуоннемиок Wuonnemiok) ist ein Fluss im Gebiet des Stadtkreises Kirowsk in der Oblast Murmansk im äußersten Nordwesten von Russland.

## Geografie
Der Wuonnemjok entspringt am Pass Juksporrlak auf einer Höhe von gut 500 Metern über dem Meeresspiegel am Berg Juksporr in den Chibinen, dem größten Gebirge auf der Halbinsel Kola. Sein Hauptzufluss ist der Bach Burowoj. Der weitere Verlauf des Flusses liegt in bewaldetem, manchmal sumpfigem Gelände, bevor er auf einer Meeresspiegelhöhe von 156,4 Metern in den See Kitschepachk mündet.
Der Fluss ist 30 km lang und hat eine Fließgeschwindigkeit von 0,3 Meter pro Sekunde. Die Fläche seines Einzugsgebiets umfasst 110 km². 
Die 1977 gegründete Bergarbeitersiedlung Koaschwa liegt am Wuonnemjok.

## Name
Der Name des Flusses stammt, wie bei sehr vielen Toponymen der Halbinsel Kola, aus dem Samischen. Er wurde als Wuennomjok (im Imandra-Dialekt des Akkalasamischen) erstmals 1889 durch den finnischen Naturwissenschaftler A. O. Kihlman dokumentiert. Nach T. I. Itkonen handelt sich um eine Wortzusammensetzung mit dem Hauptwort „Fluss“ (vgl. kildinsamisch jogk (ёгк)) und dem Bestimmungswort „Schwiegermutter“ (vuennam (вуэннaм)), also „Schwiegermutterfluss“.

## Weiteres
Im Flusstal wurden mehrere Minerale erstentdeckt, darunter Vuonnemit, dass seinen Namen vom Fluss erhielt.